# Samuel W. Pennypacker
Samuel Whitaker Pennypacker (né le 9 avril 1843 et mort le 2 septembre 1916) est le 23e gouverneur de Pennsylvanie entre 1903 et 1907. 